# Космос-2383
Космос-2383 је један од преко 2400 совјетских вјештачких сателита лансираних у оквиру програма Космос.
Космос-2383 је лансиран са космодрома Тјуратам, Бајконур, Казахстан, 21. децембра 2001. Ракета-носач је поставила сателит у орбиту око планете Земље. 